# Roger-Bernard de Périgord
 (février 2021).
Si vous disposez d'ouvrages ou d'articles de référence ou si vous connaissez des sites web de qualité traitant du thème abordé ici, merci de compléter l'article en donnant les références utiles à sa vérifiabilité et en les liant à la section « Notes et références ».
Roger-Bernard de Périgord  (v. 1299 - 1361) est un noble français, comte de Périgord de 1336 à 1361.

## Biographie
Fils cadet de Hélie IX de Périgord et de Brunissende de Foix, il reçoit le prénom de son grand-père maternel, Roger-Bernard III de Foix. Il succède en 1334 à son frére aîné Archambaud IV, mort sans descendance.
Son autre frère, Hélie, déjà évêque, avait été nommé cardinal en 1331 par le pape Jean XXII. Sa sœur Agnès est devenue duchesse de Durazzo par mariage.
Entre 1334 et 1340; en compétition avec Mathe d'Albret, il tente de conserver la seigneurie de Bergerac dont était héritière l'épouse de son frére aîné.
Avec le début des hostilités de la guerre de Cent Ans, le Périgord est régulièrement attaqué, notamment par Henri, comte de Derby en 1345.
En 1356, Roger-Bernard est confronté à la chevauchée du Prince Noir qui entre finalement à Périgueux sans rencontrer de résistance. Cette chevauchée se termine par la victoire anglaise de Poitiers et la capture du roi de France Jean II. 
Conséquence du traité de Brétigny (1360), le Périgord passe sous la souveraineté du roi d'Angleterre.

### Mariage et descendance
Il épouse le 3 février 1339 Éléonore de Vendôme († v. 1350), fille de Bouchard VI, comte de Vendôme et d'Alix de Bretagne, et eut:
- Archambaud V de Périgord († 1398), comte de Périgord après son père ;
- Talleyrand de Périgord († 1371), seigneur de Bergerac ;
- Jeanne de Périgord († 1366), épouse de Jean II d'Armagnac ;
- Hélène de Périgord, sans alliance ;
- Éléonore de Périgord, épouse de Gaillard de Durfort, seigneur de Duras ;
- Marguerite de Périgord, épouse de Renaud VI de Pons.